# Drakkar (groupe)
Pour les articles homonymes, voir Drakkar (homonymie).
Drakkar est un groupe cambodgien de hard rock, originaire de Phnom Penh, actif à la fin des années 1960 et au début des années 1970. Leur style musical est considéré comme une étape importante dans le développement du rock cambodgien des années 1960 et 1970, une scène musicale florissante qui est brusquement écrasée par les khmers rouges en 1975. Certains membres du groupe n'ont pas survécu au génocide cambodgien qui s'ensuit. Les membres survivants ressuscitent le groupe et recommencent à se produire en 2011.

## Histoire

### Débuts
Drakkar est formé en 1967, au sein de la scène musicale florissante de Phnom Penh, pour interpréter de la musique rock inspirée des Beatles et des Rolling Stones ainsi que des premiers groupes de guitare cambodgiens comme Baksey Cham Krong et Apsara,. Comme beaucoup de leurs contemporains tels que Sinn Sisamouth, Ros Serey Sothea et Pen Ran, Drakkar est influencé par les disques pop importés de France et d'Amérique latine qui étaient devenus populaires parmi les musiciens de la capitale,.
Le groupe est initialement composé du chanteur et guitariste Touch Seang Tana, du chanteur et guitariste principal Touch Chhatha, du chanteur et bassiste Mam Molivan, du chanteur Tan Phanareth et de plusieurs batteurs temporaires. Cette première formation n'enregistre pas de musique originale et les membres, tous âgés d'une dizaine ou d'une vingtaine d'années, se sont dissous et ont pris des emplois dans l'armée ou le gouvernement.

### Retour et popularité
En 1971, Tana forme un nouveau groupe avec le guitariste Som Sareth, le batteur Ouk Sam Art et le bassiste Oer Sam Ol. À cette époque, la scène musicale cambodgienne avait été davantage influencée par le rock 'n' roll occidental et la musique soul par l'intermédiaire de la radio des forces armées américaines qui avait été diffusée aux troupes stationnées à proximité pendant la guerre du Viêt Nam. Drakkar fait une tournée des bases militaires américaines dans le sud du Vietnam cette année-là, après quoi le guitariste principal original Touch Chhatha rejoint le groupe. Cette version du groupe était fortement influencée par le hard rock de groupes tels que Deep Purple et Grand Funk Railroad, et reprenait régulièrement des chansons de ces groupes et d'autres. Leur son à l'époque a été comparé à Led Zeppelin, Santana et Jimi Hendrix.
Les vêtements hippies et les cheveux longs du groupe sont considérés comme symboliques du changement d'époque et des influences américaines dans le Cambodge du début des années 1970,. Les guitaristes Touch Chhatha et Touch Seang Tana attirent l'attention, pas toujours en bien, pour leur jeu de guitare inhabituellement agressif, tandis que le batteur Ouk Sam Art provoque des scandales mineurs en jouant torse nu. Dans le documentaire Don't Think I've Forgotten, Tana fait remarquer que le Cambodge n'était pas encore prêt pour le hard rock de style occidental à l'époque.